# Carcharhinus obscurus
Lo squalo bruno (Carcharhinus obscurus Lesueur, 1818) è una specie di squalo della famiglia Carcharhinidae e del genere Carcharhinus, che vive nelle acque tropicali e temperate calde di tutto il mondo.
Un superpredatore generalista, che abita la zona dalla costa sino alla piattaforma continentale esterna e le acque pelagiche circostanti, ed è stata registrata sino a profondità di circa 400 metri. Le varie popolazioni di questa specie migrano stagionalmente verso i poli in estate e verso l'equatore in inverno. Riescono a nuotare per centinaia o addirittura migliaia di chilometri durante queste migrazioni.
Essendo una delle specie più grandi del suo genere, raggiunge lunghezze di 4.2 metri e masse corporee di 347 kg. Il corpo è snello ed allungato e viene riconosciuto per il muso corto ed arrotondato, per le pinne pettorali lunghe ed a forma di falce, per la cresta interdorsale e le punte delle pinne debolmente marcate.
Gli adulti hanno una dieta molto variegata, costituita soprattutto da pesci ossei, pesci cartilaginei e cefalopodi, ma anche da crostacei, stelle marine, Bryozoa, tartarughe marine, mammiferi marini, carogne e rifiuti.
La specie è vivipara ed il ciclo riproduttivo dura tre anni. La femmina partorisce da 3 a 14 cuccioli dopo una gestazione di 22-24 mesi ed impiega un ulteriore anno per essere pronta a diventare nuovamente incinta. Riesce inoltre a conservare lo sperma per molto tempo, visto che raramente una coppia adatta all'accoppiamento si incontra, per via dello stile di vita nomadico della specie e della intrinseca dimensione ridotta delle popolazioni. La crescita di questi animali è lenta, visto che raggiungono la maturità all'incirca a 20 anni.
Considerato il basso tasso riproduttivo, la specie è esposta e vulnerabile rispetto al comportamento umano. Si tratta di un animale considerato prezioso per la pesca commerciale sia per le pinne, sfruttate nella produzione di zuppa di pinne di squalo, che per la carne, la pelle e l'olio del fegato. Viene anche cacciato per motivi ludici.
L'International Union for Conservation of Nature (IUCN) ha stabilito come la specie sia in pericolo in tutto il mondo e vulnerabile lungo le coste statunitensi, dove la popolazione è calata del 15-20% in trent'anni.
In generale la specie è potenzialmente pericolosa per l'uomo per via delle sue dimensioni, ma i casi accertati di attacchi all'uomo sono scarsi.

## Tassonomia

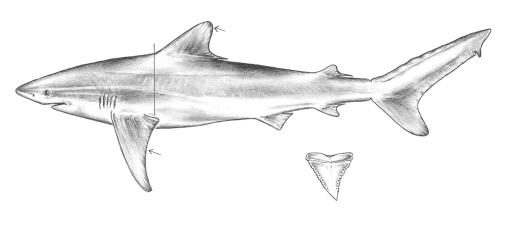
Disegno di uno squalo bruno e di uno dei suoi denti superiori. le frecce e le linee verticali si riferiscono alle caratteristiche tassonomiche principali della specie.

Il naturalista francese Charles Alexandre Lesueur ha pubblicato la prima descrizione scientifica dello squalo bruno nel 1818 sul Journal of the Academy of Natural Sciences of Philadelphia. Lo ha dapprima inserito nel genere Squalus ed ha coniato l'epiteto specifico obscurus (tradotto dal latino significa oscuro), rin riferimento alla sua colorazione. Autori successivi hanno poi stabilito l'appartenenza al genere Carcharhinus. Lesueur non ha designato un tipo nomenclaturale, anche se si presume che abbia lavorato su un esemplare catturato nelle acque Nordamericane.
Molte fonti precedenti designavano la specie come Carcharias (poi Carcharhinus) lamiella, in seguito ad una prima analisi compiuta nel 1882 da David Starr Jordan e Charles Henry Gilbert. Anche se questi due scienziati si riferivano ad un set di denti che proveniva effettivamente da uno squalo bruno, si scoprì successivamente che il corpo del loro tipo nomenclaturale era di un Carcharhinus brachyurus. Pertanto oggi il nome C. lamiella non si considera sinonimo di C. obscurus, quanto piuttosto di C. brachyurus.

## Evoluzione
Anche se in genere è difficile assegnare dei denti fossilizzati ad un Carcharhinus, nel caso dello squalo bruno il lavoro è più semplice, e la specie è assai ben rappresentata dai fossili. Denti databili al Miocene (tra 23 e 5.3 milioni di anni fa) sono stati ritrovati presso le formazioni rocciose di Kendeace e Grand Bay a Carriacou, nelle Grenadine, presso la formazione Moghra in Egitto, presso la Contea di Polk (Florida) e forse anche sul Cerro La Cruz nel Venezuela settentrionale. Denti risalenti al Tardo Miocene e al Primo Pliocene (11.6-3.6 milioni di anni fa) sono abbondanti nella formazione Yorktown nel Pungo River, in Carolina del Nord e nella regione della Chesapeake Bay. Visto che questi denti sono leggermente diversi da quelli odierni, sono stati spesso erroneamente assegnati al Carcharhinus longimanus. Inoltre alcuni denti sono stati ritrovati nelle vicinanze dei resti di due Mysticeti in North Carolina, uno conservato presso il Goose Creek Limestone relativo al tardo Pliocene (3.5 milioni di anni fa) ed un altro sepolto da fango relativo al Pleistocene-Olocene (circa 12000 anni da).

## Filogenia
Nel 1982 Jack Garrick ha pubblicato uno studio filogenetico dei Carcharhini basato su criteri morfologici e decise di posizionare lo squalo bruno e lo squalo delle Galapagos nel gruppo obscurus. Il gruppo conteneva squali grandi con denti triangolari ed una cresta tra le pinne dorsali, ed includeva il Carcharhinus altimus, Il Carcharhinus perezi, il Carcharhinus plumbeus ed il Carcharhinus longimanus. Questa interpretazione fu sostenuta anche da Leonard Compagno nel suo studio fenetico del 1988, e da Gavin Naylor nello studio da lui condotto sugli allozimi nel 1992. Naylor fu in grado di risolvere i dubbi sulle interrelazioni presenti tra i Carcharhini dotati di cresta interdorsale, scoprendo che lo squalo bruno, quello delle Galapagos, lo squalo longimanus e la verdesca appartenevano al clade più derivato del gruppo.

## Areale

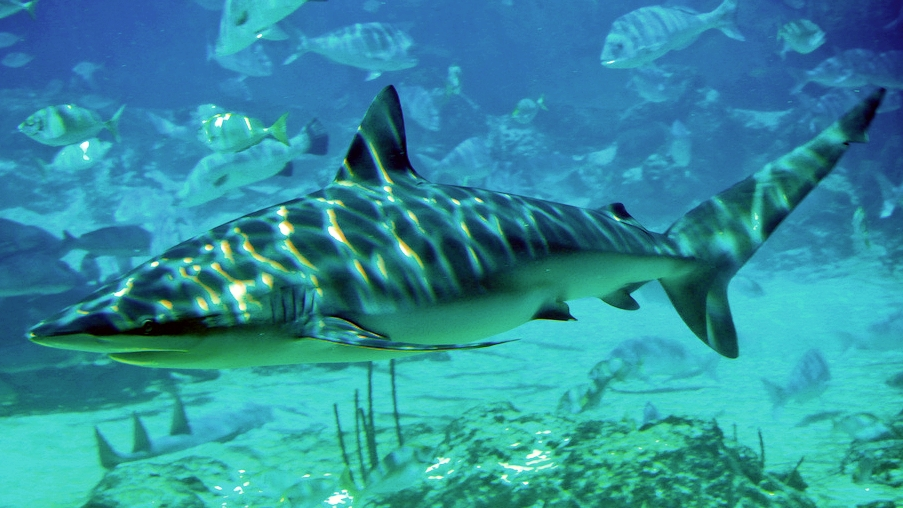
Una femmina in mostra a Sea World, nel Queensland. La specie è caratteristica delle acque australiane.

L'areale di questo animale si estende su tutto il globo, anche se in maniera discontinua, nelle acque tropicali e temperate calde. Nell'Oceano Atlantico occidentale lo troviamo dal Massachusetts e dal Georges Bank sino al Brasile meridionale, incluse le Bahamas e Cuba. Nella parte orientale dello stesso oceano è stato avvistato nel Mediterraneo centrale ed occidentale, presso le Canarie, Capo Verde, il Senegal, la Sierra Leone, e possibilmente altrove tra cui in Portogallo, Spagna, Marocco e presso Madera. Nell'Oceano Indiano, lo troviamo al largo di Sudafrica, Mozambico, e Madagascar, e sporadicamente anche nel Mare Arabico, nella Baia del Bengala e forse nel Mar Rosso. Nell'Oceano Pacifico infine lo troviamo in Giappone, Cina e Taiwan, Vietnam, Australia, e Nuova Caledonia ad Ovest e della California meridionale al Golfo di California presso Revillagigedo, e probabilmente sino al Cile settentrionale ad Est. Vi sono anche avvistamenti nell'Atlantico centrale nordorientale ed orientale e presso isole tropicali, ma questi sono probabilmente attribuibili allo squalo delle Galapagos.
Si tratta di una specie fortemente migratoria, visto che sono stati segnalati degli spostamenti anche di 3800 km. In genere gli adulti si spostano per distanze maggiori rispetto ai giovani. Nei pressi del Nordamerica si spostano verso nord all'arrivo di calde temperature estive, e tornano verso l'equatore all'approssimarsi dell'inverno.. Al largo del Sudafrica giovani maschi e femmine con corpi più lunghi di 0.9 metri si disperdono rispettivamente a sud ed a nord (la distinzione non è naturalmente perfetta) a partire dal vivaio di KwaZulu-Natal. Si uniscono poi agli adulti nel corso degli anni seguendo delle rotte non identificate. In più i giovani trascorrono primavera ed estate sotto costa e le altre stagioni al largo e quando superano lunghezze di 2.2 metri iniziano una migrazione sulla direttrice nord sud tra KwaZulu-Natal in inverno e la provincia del Capo Occidentale in estate. Gli squali di dimensioni superiori ai 2.8 metri migrano addirittura sino al sud del Mozambico. Al largo dell'Australia Occidentale, adulti e giovani migrano verso le coste in estate ed autunno, mentre i vivai al largo rimangono occupati dai nuovi nati.
In Italia è stato segnalato nel Mar di Sardegna e nel canale di Sicilia.

## Habitat
Prediligono le acque che vanno dalla zona dei surfisti sino alla piattaforma continentale esterna ed alle acque oceaniche più vicine. Il loro habitat costituisce una zona di transizione tra quelli delle specie costiere come il Carcharhinus plumbeus, le specie pelagiche come il Carcharhinus falciformis ed il Carcharhinus longimanus, quelle che vivono in acque profonde come il Carcharhinus altimus e le specie insulari come il Carcharhinus albimarginatus ed il Carcharhinus galapagensis. Uno studio piuttosto approfondito condotto nel Golfo del Messico ha provato come questi animali trascorrano la maggior parte del tempo a profondità comprese tra 10 ed 80 metri, scendendo occasionalmente sino a 200 metri. Il record registrato è di 400 metri di profondità. Questi animali preferiscono temperature tra i 19 ed i 28 gradi centigradi ed evitano aree e bassa salinità come ad esempio gli estuari dei fiumi.

## Aspetto

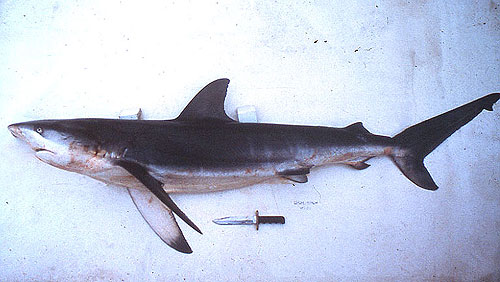
Lo squalo bruno può essere identificato per via delle pinne pettorali e prima dorsale a forma di falce e dal fatto che la prima è posizionata al di sopra della parte terminale delle seconde.

Essendo uno degli squali più grossi del suo genere, raggiunge comunemente lunghezze di 3.2 metri e masse di 160–180 kg. Il record appartiene ad esemplari di 4.2 metri e 347 kg. Le femmine crescono più dei maschi. Il corpo è snello ed allungato ed il muso è fortemente arrotondato e non supera in lunghezza la larghezza della bocca. Le narici sono ricoperte da lembi di pelle facilmente riconoscibili. Gli occhi, circolari e di media grandezza, sono dotati di membrana nittitante. Ai lati della bocca sono presenti dei solchi non molto lunghi e all'interno troviamo 13-15 (in genere 14) file di denti su ciascun lato. I denti superiori sono larghi, triangolari, leggermente obliqui e grossolanamente dentellati, mentre quelli inferiori sono più sottili e diritti, con dentellature più sottili. Le cinque paia di fessure branchiali sono piuttosto lunghe.
Le grandi pinne pettorali misurano all'incirca un quinto del corpo ed hanno una caratteristica forma a falce. La prima pinna dorsale è di grandezza moderata ed anch'essa a falce, con un apice appuntito ed il mergine posteriore fortemente concavo. La sua origine giace al di sopra della punta delle pinne pettorali. La seconda dorsale è molto più piccola ed è posizionata al di sopra della pinna anale. Una cresta interdorsale è presente, anche se le sue dimensioni sono ridotte. La pinna caudale è grande ed alta con un lobo inferiore molto sviluppato ed una tacca ventrale presso la punta del lobo superiore
. I dentelli dermici sono a forma di diamante e molto vicini tra loro. Ciascuno di essi è dotato di cinque creste orizzontali che diventano dei dentelli veri e propri presso il margine posteriore. La specie è bronzea o bluastra sul dorso e bianca sul ventre. Su ciascun fianco vi è una fascia più chiara che corre dalle pinne pelviche al capo.. Le pinne, in particolare il lobo ventrale della caudale e la faccia inferiore delle ventrali si iscuriscono verso la punta. Ciò si nota più facilmente nei giovani.

## Comportamento
Dall'alto della sua posizione di superpredatore, posizionato quasi all'apice della rete trofica, questo squalo è in linea di massima meno comune di altri che abitano il suo areale. Grandi numeri di esemplari possono comunque concentrarsi in determinate aree. Quando lontani dalle coste, come nella Corrente di Agulhas, spesso inseguono le navi che transitano presso di loro. Gli adulti non hanno predatori significativi, mentre i giovani vengono prevalentemente catturati da squali toro, squali tigre, squali dello Zambesi e grandi squali bianchi. Al largo di KwaZulu-Natal, l'utilizzo di reti da squalo ha ridotto il numero di questi predatori consentendo una crescita di esemplari giovani di squalo bruno. Un parassita noto è il copepode Pandarus sinuatus, che si attacca alla pelle.

## Riproduzione

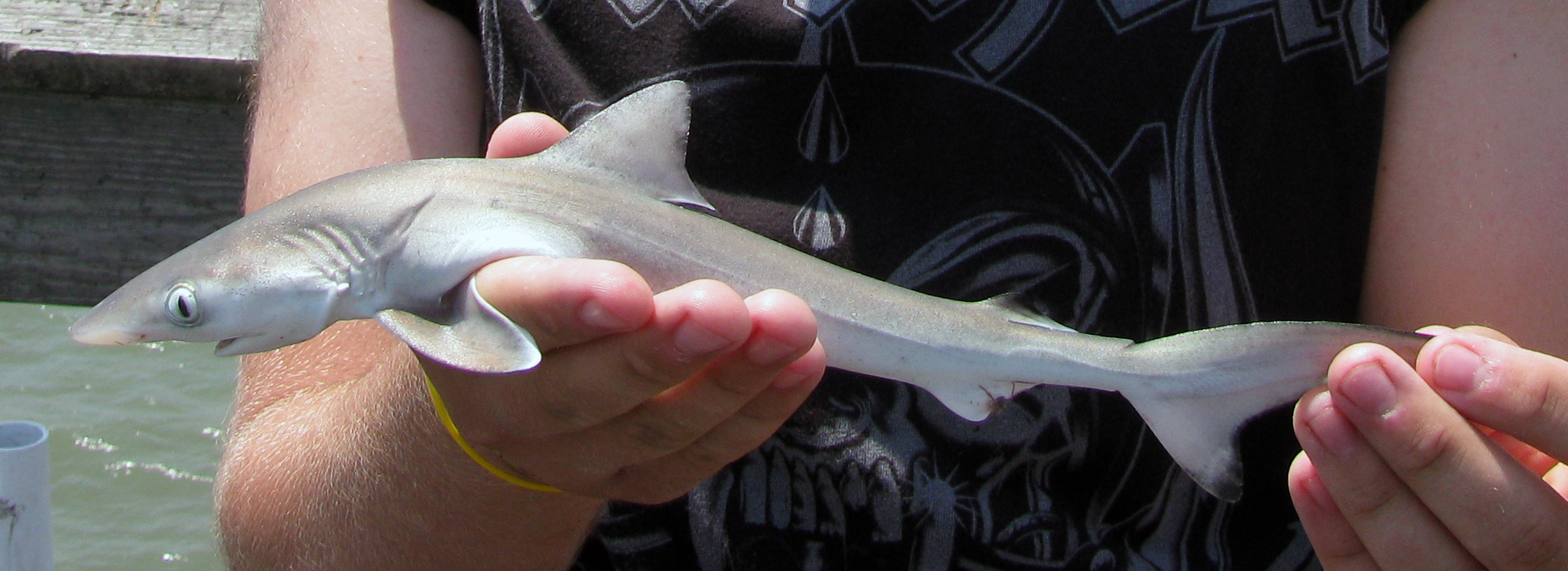
Un cucciolo di squalo bruno catturato al largo di Ocean Isle Beach, in Carolina del Nord. I vivai della specie nell'Atlantico nordoccidentale spaziano dal New Jersey allaCarolina del Sud.

Come le altre della famiglia, la specie è vivipara: l'embrione si sviluppa inizialmente sostenuto da un tuorlo, la cui sacca si trasforma poi in placenta all'esaurimento del contenuto. L'accoppiamento avviene in primavera nell'Atlantico, mentre in altre regioni, come ad esempio il Sudafrica, esso non è legato alle stagioni. Le femmine possono conservare nel loro glande nidamentale (organo che tra l'altro secerne i contenitori per le uova) grandi quantità di liquido seminale, proveniente anche da più maschi, per mesi o anni. Questo adattamento è legato alla natura nomadica della specie ed alla relativa scarsità, che rende poco frequente l'incontro della coppia per la riproduzione.
Le femmine partoriscono ogni tre anni dopo una gestazione che può durare da 22 a 24 mesi ed una pausa di un anno tra una gravidanza e l'altra. In genere ad ogni parto nascono da 3 a 14 squaletti. la media della cucciolata è più grande nell'Atlantico sudorientale (da 6 a 14) che in quello occidentale (da 6 a 10). A differenza di quanto avviene per gli altri Carcharhini la dimensione della cucciolata e quella della madre non sono correlate. Il parto avviene in aree adibite a vivaio corrispondenti ad acque poco profonde, separate dagli habitat di giovani ed adulti. Alcuni di questi vivai sono al largo della Baja California, di KwaZulu-Natal, del New Jersey, della Carolina del Nord e dell'Australia sudoccidentale. I nuovi nati misurano da 0.7 ad 1 metro in lunghezza.
Abbiamo a che fare con una delle specie di squalo caratterizzate dal tasso di crescita e di maturazione più bassi. Nei primi 5 anni di vita la crescita media è di 8–11 cm all'anno. La mortalità nei giovani è piuttosto bassa, e stimata in un 27% al largo del Sudafrica. Attraverso il loro areale, i maschi maturano all'età di 17-22 anni corrispondenti ad una lunghezza di 2.3-2.4 metri, le femmine a 20-23 anni corrispondenti ad una lunghezza di 2.2-2.5 metri.
La durata della vita stimata tra i 40 ed i 50 anni.

## Dieta

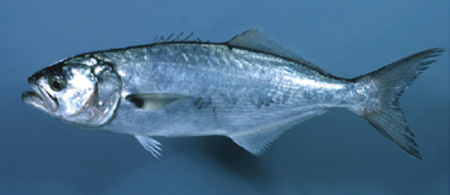
Il Pomatomus saltatrix è una delle prede principali dello squalo bruno nell'Atlantico nordoccidentale.

La dieta di questi squali è generalista ed include molte specie di pesci, invertebrati, e mammiferi marini appartenenti a tutti i livelli della clolnna d'acqua. Prede comuni sono i pesci pelagici come lo sgombro i Belonidae ed il tonno, pesci bentici come anguille e pleuronectiformi (sogliole ed altri), pesci del reef come barracuda e cernie, pesci cartilaginei come razze (in particolare Rajidae e Dasyatidae), piccoli squali (in particolare Squatina, Squalidae, Triakidae, e piccoli Carcharhinidae), nonché cefalopodi come piovre e calamari. Occasionalmente si nutrono anche di granchi, argoste, cirripedi stelle marine, Bryozoa ed in alcuni casi anche di carogne di mammiferi marini (in particolare carne di balena e talvolta anche dei delfini tursiopi) o di rifiuti dell'uomo.
Se analizziamo la situazione nelle diverse zone dell'areale della specie scopriamo che nell'Atlantico nordoccidentale gli squali bruni si nutrono di più di dieci famiglie di pesci ossei (tra i quali il Pomatomus saltatrix ed il Paralichthys dentatus sono particolarmente importanti) nonché di pesci cartilaginei (soprattutto razze ed i loro borsellini delle sirene), crostacei, molluschi e tartarughe marine.
Al largo del Sudafrica invece, il 75% della dieta è a base di pesci ossei, e si sa che questi squali attaccano anche i Tursiops truncatus.
I neonati ed i giovani si nutrano soprattutto di piccoli pesci da preda come sardine ed aringhe, ma anche di calamari. Con la crescita cresce l'importanza nella dieta di pesci ossei più grandi, razze e piccoli squali. Per una caccia più efficiente, i giovani tendono a riunirsi in gruppo. Il morso di uno squalo bruno possiede una forza di 590 Newton sulla punta del dente singolo, e questa quantità corrisponde alla più grande mai registrata in uno squalo, anche se ciò dimostra come la forza venga concentrata in una superficie ristretta come quella della punta del dente.

## Interazioni con l'uomo

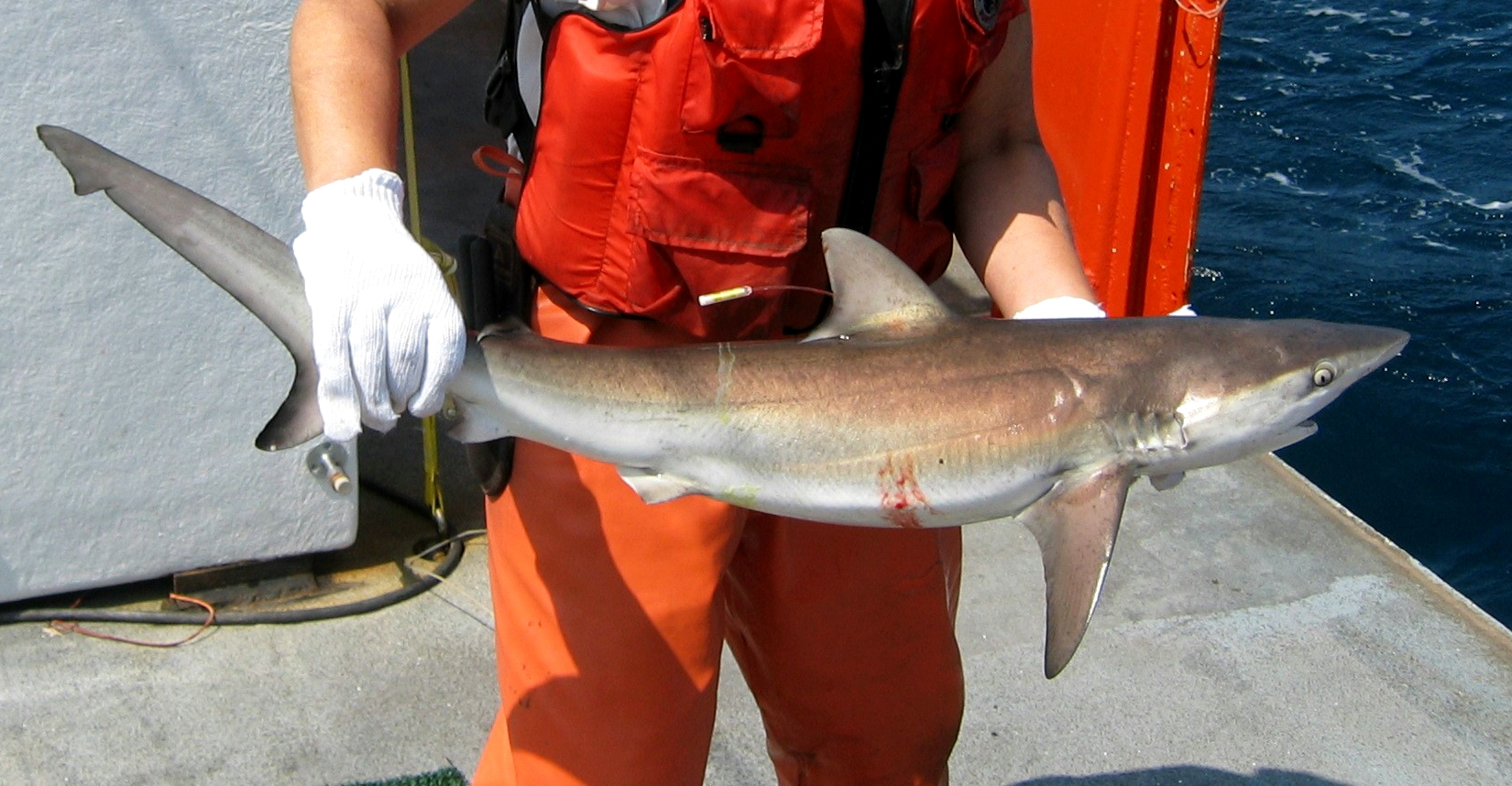
Il valore dello squalo bruno per la pesca è piuttosto elevato.

Per via delle sue dimensioni relativamente grandi, e visto che tende a nuotare in acque poco profonde, questo animale può essere potenzialmente pericoloso per l'uomo, anche se si sa assai poco riguardo al suo comportamento nei confronti degli esseri umani in ambiente subacqueo Al 2008 l'International Shark Attack File ha registrato sei attacchi da parte di questa specie, dei quali 3 non provocati ed uno letale. Sembra comunque che alcuni episodi avvenuti al largo delle Bermuda e di altri arcipelaghi siano stati erroneamente attribuiti allo squalo bruno, mentre dovrebbero essere responsabilità di squali delle Galapagos.
La specie è una delle più ricercate all'interno del commercio asiatico di pinne di squalo, visto che le sue pinne sono grandi e contengono un gran numero di bastoncelli ossei (ceratotrichia). In più anche la carne viene venduta fresca surgelata o essiccata e salata o affumicata, la pelle viene trasformata in cuoio e l'olio del fegato viene processato per ottenerne vitamine. Gli squali bruni vengono regolarmente catturati da pescatori specializzati al largo del Nordamerica orientale, del Sudafrica orientale e dell'Australia sudoccidentale facendo ricorso a pescherecci multispecie e reti a strascico. La pesca in Australia iniziò negli anni quaranta e si espansa sino agli anni settanta per raggiungere quantità di pescato comprese tra le 500 e le 600 tonnellate all'anno. La pesca ricorre a reti che catturano principalmente gli esemplari al di sotto dei 3 anni d'età. Tra il 18 ed il 28% degli squali catturati è al primo anno d'età. Alcuni modelli demografici affermano che la pesca sia sostenibile, se si ipotizza che il tasso di mortalità per gli esemplari al di sopra dei 2 metri di lunghezza rimanga al di sotto del 4%.
Oltre ad essere preda di pescatori specializzati, spesso lo squalo bruno viene involontariamente catturato nelle reti di pescherecci rivolti a tonni e pesci spada e viene conservato per il valore delle sue pinne. Viene inoltre ricercato da pescatori sportivi. In modo particolare un gran numero di questi squali, per lo più giovani, viene catturato da pescatori sportivi sudafricani ed australiani. Un tempo era una delle prede più ambite dei tornei che si tengono in Florida, ma poi la popolazione è collassata. Un'ulteriore fonte di mortalità è rappresentata dalla reti da squalo che vengono posizionate in Sudafrica ed Australia per proteggere le spiagge ed i bagnanti. Tra il 1978 ed il 1999 una media di 256 squali bruni sono morti in questo modo al largo di KwaZulu-Natal.

### Conservazione
L'International Union for Conservation of Nature (IUCN) ha assegnato alla specie l'etichetta di in pericolo. L'American Fisheries Society è pervenuta a conclusioni analoghe per quanto riguarda l'Atlantico nordoccidentale. Il tasso riproduttivo molto basso espone la specie ai pericoli derivanti da una pesca sregolata. Negli USA orientali in particolare la popolazione viene pesantemente ridotta in seguito alla pesca. nel 2006 infatti il National Marine Fisheries Service (NMFS) degli USA ha dimostrato che la popolazione si è ridotta di una quantità compresa tra il 15 ed il 20% a partire dagli anni 70. Nel 1997 la stessa organizzazione ha designato la specie "Species of Concern" (cioè preoccupante). Ciò significa che la specie desta preoccupazione, ma non vi sono elementi a sufficienza per inserirla nell'Endangered Species Act (ESA) (atto per le specie in pericolo) degli USA. Nel 1998 la pesca commerciale e ricreativa di questi squali è stata proibita, ma ciò non ha avuto gli effetti sperati visto che come detto gli squali bruni finiscono spesso vittima di barche destinate ad altri pesci. Sembra poi che nel 2003 circa 2000 di questi animali siano stati catturati per fini sportivi nonostante il bando. La Carolina del Nord ha istituito nel 2005 dei limiti spaziotemporali alle sue acque per limitare il fenomeno. Potrebbe diventare in futuro decisiva l'introduzione di un sistema chimico di reazione a catena polimerasi che permetterà se la carne che si trova sui mercati appartenga a specie proibite o ad altre consentite, ma morfologicamente simili come il Carcharhinus plumbeus.